# 屋大維烏斯·卡托

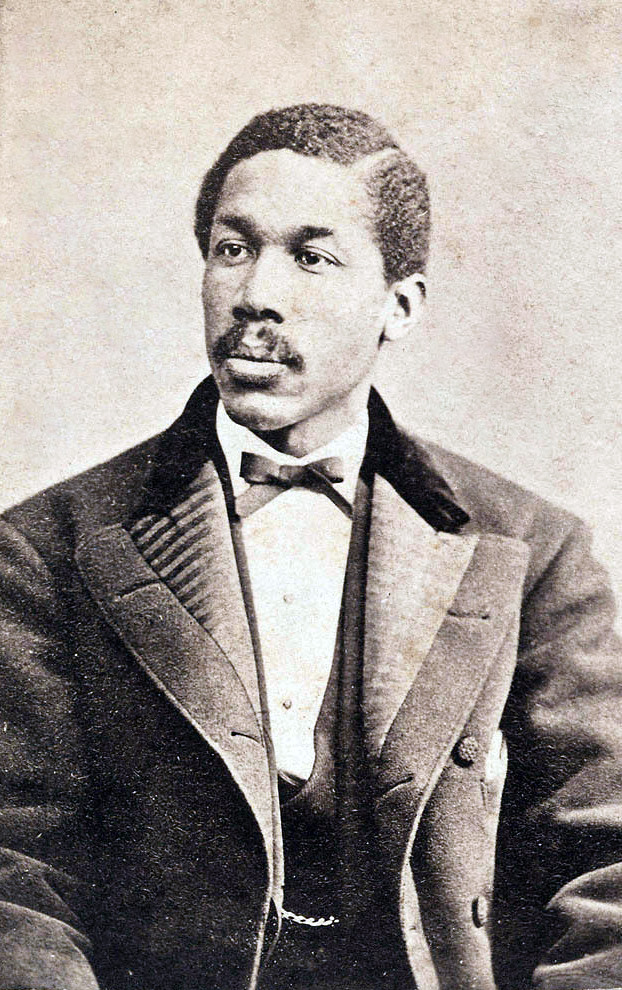
黑人棒球先驅者屋大維烏斯·卡托

屋大維烏斯‧瓦倫丁‧卡托（Octavius Valentine Catto，1839年2月22日—1871年10月10日）是生活在十九世紀費城的一位非裔美籍教育家、知識份子、民權運動者，以及板球和棒球運動員。

## 教育家和知識份子
卡托出生於南卡羅萊納州的查爾斯頓(Silcox 1977: 53)，父親威廉·卡托(William T. Catto)曾是該州的奴隸，當過磨坊的機械工人，後來獲得自由，並被任命為長老教會牧師，而後舉家北遷，先到巴爾的摩，最後定居費城。(Delany 1852: 108, 125; Douglass 1848)卡托的母親是莎拉·伊沙貝拉·凱恩(Sarah Isabella Cain)，出身查爾斯頓著名的混血自由人家族德瑞夫氏(DeReef) (Silcox 1977: 53-54)。
來到費城之後，卡托先後在沃克小學(Vaux Primary School)，以及隆巴德文理學院(Lombard Grammar School)接受教育，這兩所學校都是種族隔離學校。1853年，他在紐澤西州阿倫敦(Allenton)進入只收白人的阿倫敦學院就讀，而後，當他的雙親在1854年返回費城，他也成為該市有色青年學院(Institute for Colored Youth，以下簡稱ICY)的一位學生。(Silcox 1977: 55)
還在ICY求學時，卡托就在一個「青年教育社團」中提交論文、並參與學術討論；該社由ICY的同學小雅各·懷特(Jacob White, Jr.)領導，每週在ICY校園集會一次，最終成為班尼克學院(Banneker Institute)。(Silcox 1977: 56; Lapsansky 1993: 83)卡托在1858年自ICY畢業，並且因「出色的學業表現，過人的精力，以及好學不倦」贏得校長埃比尼澤·巴塞特(Ebenezer Bassett)的嘉許。(引自Silcox 1977: 57)卡托隨後又在華盛頓特區深造了一年，包括為人補習希臘文和拉丁文。1859年，他返回費城，並獲選為班尼克學院的正式成員與機要秘書，同時被ICY任命為英文和數學教授。(Silcox 1977: 57; Lapsansky 1993: 91; Griffin n.d.: 43)
卡托一直留在ICY，直到1871年去世。1864年5月10日，卡托在ICY的畢業典禮上發表演說，回顧了「校史概要」；(Catto 1864: 12-18)除此之外，卡托的演講還提到了白人教師對於非裔美籍學生的需求與利益可能毫無感覺的問題：

容許一種盲目無知的偏見忽視家長的選擇和有色納稅人的意願，以至於為有色學童指派白人教師，最低限度上也是不公義的；從他們的勞動成果衡量，這些教師的智慧與成就既不能為他們獲得那些據我們所知更符合他們氣味的職位，更不足以確保這些職位。

卡托更進一步談到了正在進行中的內戰，談到現狀必須受到巨變，也談到教育在轉變過程將扮演何種角色：

這場可怕的革命過程還要走多遠，我們的政府又不得不從政治上再推進多少，我們無法預知。但是，說真的，必定只有最膚淺的看法才會如此歸結：任何對於有色人種至今為止在國內地位的非全面性改變，都非得由目前受託這一問題的各黨派互相衝突的理論中產生不可。一定要有一次轉變，一次目前接近完成的轉變，它應當施加於這個國家之上，不只是為了黑人的利益，更是為了她自己的政治和產業福祉；天命似乎正睿智地為了這兩種人的互利共榮而引領著這條路。

那數以百萬計，如今散布在南方各地的人們，終將沐浴在自由的光照下；到時，為著富人的仁慈、以及有教養的有色人種辛勤的勞動而開放的，會是怎樣的一片土地！[...]

[...]正是為了盡可能促進有色人種準備好承擔與智慧、應許成功的知識之間的新關係，學院才在此時此刻受召，以迄今所需更強大的精力，在更寬廣的範圍裡積極行動。

1865年1月2日，在費城國民大廈(National Hall)舉行的解放宣言(Emancipation Proclamation)兩週年紀念集會上，卡托「發表了一場出色的演講，為演說者的心智增光。」(Christian Recorder, January 7, 1865)
1869年，巴塞特離開ICY出任駐海地大使，卡托則積極展開遊說，期望成為下任校長；但ICY董事會卻遴選卡托的同事芬妮·傑克森·寇平(Fanny Jackson Coppin)為校長，同時遴選卡托為ICY男生部的部長。(Silcox 1977: 68-69)事隔不久，卡托在1870年加入富蘭克林學院(Franklin Institute)，該學院的規章支持他成為會員，即使面臨白人強烈反對亦然。(Silcox 1977: 72)

## 爭取平權的積極份子
南北戰爭的動亂，激化了卡托爭取平權和反奴隸的活動。在戰爭前線上，他和弗雷德里克·道格拉斯(Frederick Douglass)等著名黑人領袖組織募兵委員會，極力說服黑人青年為爭取解放而戰。在邦聯軍於1863年攻入賓州之後，卡托協助募集了一個黑人志願兵連隊，為保衛賓州而戰；然而大流士·柯奇(Darius N. Couch)的參謀人員拒絕了他們的支援，認為這些人不夠資格作戰。柯奇後來受到戰爭部長艾德溫·史坦頓(Edwin M. Stanton)的糾正，但這些志氣高昂的士兵此時已返回費城。最後，卡托和道格拉斯，以及聯邦同盟(Union League)同心協力，在費城地區招募了十一個團的「有色部隊」。這些人都被派往前線，大多數人親身參與戰鬥。卡托本人也被授以少校軍銜，但並未參與作戰。(Silcox 1977: 59-61)
1865年4月21日星期五，卡托在費城的州議會廳，將團旗獻給聯邦軍第24有色人種團的指揮官特里培中校(Lieutenant-Colonel Trippe)。一篇敘述卡托在授旗儀式上演說的報導，隔天刊載於《基督教記事報》(Christian Recorder)：

我們沒有足夠的空間全文登載卡托先生的話，也只能從他雄辯而出色的演說中摘錄幾點。他認為這個地點，在此處發生的事件，以及這個場合都是精挑細選的，以激發我們每一個人自由的精神。我們很容易記起，今天那些驕傲的薩克遜人所樂於接受的，關於我們低人一等的罪惡幻想，始終是我們長久以來被迫忍受的局部自由成立之基礎。

演說者接著向二十萬黑人致敬，他們不畏謾罵污衊及長年為禍的偏見，高貴地為我們而戰，將他們生而為人的地位在未來的完全認可，託付給得到救贖的國家。他認為在戰後的重建計畫裡，黑人的投票權不能被輕易省略；他們是聯邦在南方唯一的朋友，卻沒有投票權。寫在這面旗幟上的正是這句動人的話：「讓戰時的兵士成為和平時的公民」。銀行政策也許會種下另一場革命的種籽。我們的政治家必須善自珍重，以免在至今仍然嚴酷的戰爭騷亂之中，被和平的溫柔眼光迷惑，反而證明自己既不稱職也缺乏智慧。黑人士兵的長處應當獲得肯定，他的晉升之路也應當暢通。托克維爾曾預言，美國一旦經歷革命，將為黑人帶來表現的機會，而革命也是由黑人的處境不平等所造成的。這一點已經得到應證。但這幅圖象還有另一面：在他認為向大眾公開這一切是他的責任之時，利益動機也同樣奠基於我們對國家榮譽的信賴之中，使我們在這場鬥爭挺身而出。在薩姆特堡(Fort Sumter)的砲聲之後，自由已是突飛猛進；靠著自由的守護神引領，我們更在戰爭中贏得一次次勝利。士兵們！請代表費城的公民接下這面旗幟！我對你們與生俱來的勇氣瞭若指掌，也知道你們絕不會辱沒了它。時時刻刻看著你們的戰友在哈得遜港(Port Hudson)、華格納堡(Fort Wagner)，以及其他留名青史的戰場中一切高貴的行為。不要背棄了他們。上校，請代表團隊接受這面旗幟，願上帝賜福於你們。(Christian Recorder, April 22, 1865)

而在民權運動一方，卡托也在1864年11月獲選為賓州平等權利聯盟(Pennsylvania Equal Rights League)的通訊秘書。(Silcox 1977: 62)此外，他還在1865年2月舉行於哈里斯堡(Harrisburg)的全州有色人種大會(State Convention of Colored People)擔任副主席。(Liberator March 3, 1865: 35)而且，當戰爭告一段落，卡托立即投入廢除費城大眾運輸系統種族隔離的鬥爭中。1865年5月18日星期四的《紐約時報》有一篇報導，具體而微地說明了這次抗爭所採取的公民不服從策略：

費城，5月17日，星期三，下午兩點。

昨晚，一位有色人種搭上了松樹街的一輛客運馬車，並且拒絕任何人請他下車的要求，他的出現在那兒並不受歡迎。

客車的車掌不敢把他趕下車，以免遭到罰款（如同本地其中一個法庭的法官對另一件類似案例的裁決），於是將車開出軌道，把馬解開，讓這位有色人獨自佔據整個車廂。

這位有色人仍然堅守著自己在車廂中的位置，他已經在那兒待了一整晚。

車掌則認為，自己在這次事件中執行了一個精彩的計策。

這次事件在車廂所停放的地區引起軒然大波，同情者群聚在這位有色人身邊。
(New York Times, May 18, 1865, p. 5)

費城聯邦同盟在1866年6月21日星期四集會於參孫街會堂(Samson Street Hall)，對幾位黑人女性被強制趕下費城的街車提出抗議與譴責。卡托在會議中提出了以下幾項決議：

（議決通過）我們一致懇切地對於將我們排斥於本市交通工具之外的禁令提出抗議，（該禁令）是一種對抗當代啟蒙文明的罪行。

（議決通過）我們找不到任何基於理智或共同正義(common justice)的理由，延續此種早已不復污辱民主精神昂揚的紐約、華盛頓、聖路易、哈里斯堡及其他城市的慣例；這些地方並不像我們的城市那樣，需要再三宣誓忠實履行自由權利和公民自由原則。

（議決通過）我們謹以悲傷、而非自豪的心情，提請我們的白人公民同胞注意以下這種顯而易見的矛盾，與信手可及的不義：毫無紳士風度、缺乏道德原則的車掌和駕駛以殘酷無情的雙手，逼迫纖弱的婦女和無辜的孩童站在車外平台上，忍受雨雪肆虐、寒熱交侵；這是12,000名有色人種士兵的親人，當國家陷入危難，正是這些公民熱情接納這些兵士為國效力，並且嚴肅懇請經由大公無私的徵召，讓這些兵士補充元氣大傷的聯邦軍隊。

（議決通過）儘管基督教社群的男女還是可以無動於衷，眼見婦女被野蠻地扔下街車而不發一語，儘管公義的法庭無法為我們糾正鐵路公司違背其特許權利的種種行徑，但我們絕不會安逸無為，而將在法庭內外鼓吹奮鬥，以我們的手段和影響，尋求媒體支援，呼籲基督徒起來維護基督的精神，並請求執法人員維護專業倫理，賦予我們正義和權利，直到這一切偏私不義的行為徹底停止。

（議決通過）我們在此莊嚴宣誓，將以一切方法協助所有對此等暴行的加害者展開的訴訟，正是這些暴舉的發生使我們集會於此；我們也謹此呼籲心胸開闊而友善的白人公民同胞，不要再對我們所陳訴的苦楚冷眼旁觀，展現你們對自身宣誓的真誠信守，為我們制止這些行為。(Brown 1866)

卡托的抗爭隨後得到了撒迪厄斯·史蒂文斯(Thaddeus Stevens)和威廉·凱利(William D. Kelley)的幫助，對於一項禁止賓州大眾運輸種族隔離的法案通過有所助益。一位拒載卡托未婚妻的車掌被判處罰款，則在實務上確立了這項新法。(Silcox 1977: 65-66)
卡托的平等權利運動在1870年10月，賓州投票通過憲法第十五號修正案，保障黑人投票權之際達到顛峰。

## 運動員
卡托不僅活躍於教育和爭取平等權利的公領域，也活躍在運動場上。如同費城的許多青年（無論黑人或白人），卡托也從學生時代開始打英式板球。(Silcox 1977: 66)當這項運動在南北戰爭後期逐漸發展成美國式的棒球，卡托同樣活躍於棒球場上。他努力將費城發展成黑人棒球運動的重鎮，並且和小雅各‧懷特一起經營預言女神隊。(Silcox 1977: 67)。預言女神隊在1867年寫下不敗紀錄；(Silcox 1977: 67)到了1868年，在由白人組成的費城運動家隊選手大力支持下，卡托展開遊說活動，試圖讓預言女神隊加入新成立的賓州棒球俱樂部聯會(Pennsylvania Convention of Baseball Clubs)。但PCBC拒絕接納黑人球員和黑人球隊。(Silcox 1977: 67-68)翌年球季，預言女神隊向費城地區的許多白人棒球隊下戰帖，但所有白人隊伍都拒絕應戰。一直到1869年9月4日，紐約的奧林匹克棒球隊才接受挑戰，來到費城作客。這場有史以來黑人和白人球隊的第一次交手，最終以預言女神隊23:44大敗收場。(New York Times, September 5, 1869)

## 死亡
1871年秋天，卡托正在費城教書。10月10日大選投票日當天，黑人和白人選民爆發激烈衝突。多數支持共和黨的黑人選民，遭受白人選民恐嚇與施暴，而這些白人選民都是控制該市的民主黨機器狂熱的支持者。奉命鎮暴的費城警察不但在許多場合煽風點火，更以手中的公權力阻止黑人選民投票。警察中隊長哈傑帝(Lieutenant Hagerty)就因為鼓動手下的警員阻撓非裔美國人投票而遭到逮捕。(Silcox 1977: 72-73)
卡托在前往投票所的路上，受到白人時斷時續的騷擾。警方的報告表示，他買了一把左輪手槍自衛。在第九街和南街的交叉口，一個名叫法蘭克·凱利(Frank Kelly)的白人走近卡托，對他連開三槍。之後的審訊過程無法證實卡托是否曾拔槍自衛，但凱利並未被判有罪。(Silcox 1977: 73)
卡托以軍禮下葬，許多人出席憑弔；但在他遇害之際，反重建的民主黨也重振旗鼓，這些事件象徵著19世紀費城的黑人激進主義開始走向衰落。(Silcox 1977: 74)

## 對於卡托的紀念
1878年6月17日，R‧W‧華萊士(R.W. Wallace)投書《基督教記事報》：

你們能否在報紙上告訴我，為何沒有人照料卡托教授的墳墓？我最近去了一趟公墓，看到它落入這般景象，實在很驚愕。幾千人問過我同樣的問題，當我不得不告訴他們，他的墓地找不到任何碑石，儘管白人和有色人種都願意對此伸出援手，但這不能歸功於我們。一定要對這樣的狀況做點什麼才行。我相信，幾乎每個人都願意做出一些貢獻，以換取一塊他的墓碑。我是他傳記的出版者，我已經準備好為各階層人民的利益說些話。(Wallace 1878)

二十幾年後，《紐約時報》報導：

許多費城的黑人公民都正在努力，以求迅速完成一個珍藏已久的願望：為他們的同族，二十六年前在該市大選日暴亂中遇害的屋大維烏斯·卡托教授建立一塊紀念碑。他長期擔任有色青年學院的教師，因此計劃是要為他建立一座陵園，並且盡可能由學院師生完成這項工程。(New York Times, November 12, 1897, p. 6)

又過了一百多年，這個「珍藏已久的願望」終於可望落實。2006年6月14日，卡托紀念基金管理董事會宣布，為了建立卡托的紀念碑，一項150萬美元的募款活動正式展開。亞伯拉罕·林肯基金會率先捐款25,000美元。卡托紀念碑將樹立在費城市政廳前的平台，這也將是費城第一座表彰非裔美籍人士的公共景觀雕塑。